# Bandeira de Saratov
A Bandeira de Saratov é um dos símbolos oficiais do Oblast de Saratov, uma subdivisão da Federação russa. Foi aprovada em 5 de setembro de 1996 e alterada em 23 de maio de 2001 quando o brasão de armas foi modificado.

## Descrição
Seu desenho consiste em um retângulo na proporção largura-comprimento de 2:3 dividida em dois campos horizontais de tamanhos diferentes: o inferior vermelho de 1/3 da largura total e o superior banco com 2/3 da largura total. No centro do campo branco está o Brasão de Armas de Saratov, cercada por ramos de carvalho e louro na cor ouro. A largura total da imagem brasão incluindo o ornamento é de 1/4 comprimento.

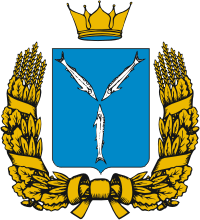
Ficheiro:Alterações na bandeira foram, na verdade, resultantes da alteração do brasão de armas.
- Brasão da bandeira atual
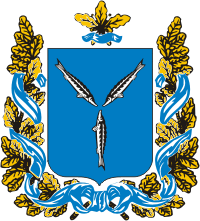
Brasão presente na versão de 1996
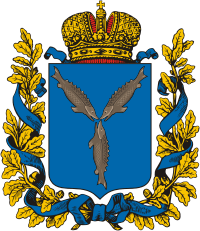
Brasão de Saratov durante o Império Russo